# کمینفرم
کمینفرم (به انگلیسی: Cominform) یا دفتر اطلاعات احزاب کمونیست (به انگلیسی: Communist Information Bureau)، نخستین اجتماع جنبش‌های کمونیستی پس از انحلال کمینترن است که با توجه به واقعیت‌های جدید پس از جنگ جهانی دوم میان کشورهای بلوک شرق ایجاد گردید.

## تاریخچه و وظایف
تصمیم تأسیس این سازمان که اتحاد جماهیر شوروی سوسیالیستی در آن نقش برتر را داشت، در ماه سپتامبر سال ۱۹۴۷ پس از گردهمایی رهبران جنبش‌های کمونیستی در شهر اشکلارسکا پرمبا لهستان گرفته شد.
کمینفرم بدواً در بلگراد پایتخت جمهوری فدرال سوسیالیستی یوگسلاوی برپا گردید اما پس از اخراج این کشور در سال ۱۹۴۸ به بخارست رومانی برده شد.
وظیفهٔ کمینفرم مراقبت و داوری در رویهٔ احزاب کمونیست بود.
کمینفرم پس از بهبود روابط اتحاد شوروی با یوگسلاوی (پس از ملاقات نیکیتا خروشچف و یوسیپ بروز تیتو) و سیاست استالین زدایی تضعیف و در نهایت در سال ۱۹۵۶ رسماً منحل شد.